# Dracula (toneelstuk)
Dracula is een toneelstuk uit 1924, gebaseerd op Bram Stokers gelijknamige roman.  Het toneelstuk is geschreven door Hamilton Deane. Het was de eerste bewerking van de roman waar Bram Stokers weduwe toestemming voor had gegeven. 
Het toneelstuk heeft nadien veel latere bewerkingen van van de roman geïnspireerd. Zo zijn veel van de veranderingen die in het toneelstuk werden aangebracht aan het verhaal ook overgenomen in de Dracula-films, met name de originele film uit 1931.

## Uitvoering
In de originele productie speelde Raymond Huntley de rol van graaf Dracula. Eigenlijk wilde Deane zelf de hoofdrol vertolken, maar uiteindelijk koos hij voor de rol van Abraham Van Helsing. De productie werd gedurende drie jaar op verschillende locaties in Engeland opgevoerd, alvorens zich in Londen te vestigen.
In 1927 werd het toneelstuk naar Broadway gehaald door Horace Liveright. Hij huurde John L. Balderston in om het script aan te passen voor een Amerikaans publiek. In de Amerikaanse versie speelde Béla Lugosi de hoofdrol. Hij zou de rol van Dracula later ook vertolken in de film uit 1931. Het was Lugosi’s eerste grote rol in een Engelstalig toneelstuk. Edward Van Sloan speelde de rol van Van Helsing. Ook hij keerde later terug in deze rol voor de film.
In 1977 werd het toneelstuk nieuw leven ingeblazen in een productie bedacht door Edward Gorey. Frank Langella speelde de rol van Dracula. De productie won Tony Awards voor “beste heropleving” en “beste kostuumontwerp”. Tevens werd de productie genomineerd voor Tony Awards in de categorieën “beste Scenic Design” en “beste acteur”. Langella vertolkte later ook de rol van Dracula in de film uit 1979.

## Afwijkingen ten opzichte van de roman
Het toneelstuk vertoont een aantal grote afwijkingen ten opzichte van Stokers roman.
- De personages Arthur Holmwood en Quincey Morris komen niet voor in het verhaal.
- John Seward is in het toneelstuk Lucy’s vader in plaats van haar geliefde.
- De personages Wilhelmina Harker en Lucy Westenra zijn gecombineerd tot een enkel personage genaamd Lucy Harker.
- Jonathan Harker heet in het toneelstuk John.
- Renfield gaat in plaats van Jonathan aan het begin van het verhaal naar Transsylvanië om de verkoop van Carfax Abbey te regelen met Dracula.
- Het toneelstuk introduceert een nieuw personage: Lucy’s huishoudster. Zij overleeft het verhaal.
- Dracula wordt aan het eind van het verhaal in de kelder van Sewards huis gedood door Harker.
- Renfield overleeft het verhaal.